# Thomas Bahnson Stanley
Thomas Bahnson Stanley (Spencer, 16 luglio 1890 – Martinsville, 10 luglio 1970) è stato un politico statunitense.

## Biografia
Fu il cinquantasettesimo governatore della Virginia. Visse in una fattoria insieme ai genitori Crockett Stanley (8 gennaio 1838 - 12 marzo 1915) e Susan Matilda Walker  (17 agosto 1845 - 9 aprile 1922). Era il più giovane di sette figli.
Studiò all'Eastman Business College, alla sua morte il corpo venne seppellito nel Roselawn Burial Park.